# Peter Gabriel
Peter Brian Gabriel (Chobham, Surrey, Anglaterra, 13 de febrer de 1950) és un compositor, músic i activista anglès que es va fer famós com a cantant solista i flautista del grup de rock progressiu Genesis. Després de deixar Genesis, Gabriel va engegar una carrera en solitari amb èxit, amb "Solsbury Hill" com el seu primer senzill. El seu àlbum de 1986, So, és el seu llançament més venut i està certificat triple platí al Regne Unit i cinc vegades platí als Estats Units. El senzill més famós de l'àlbum, "Sledgehammer", va guanyar nou premis MTV conseguint un rècord en els MTV Video Music Awards de 1987 i, segons un informe de 2011, va ser el vídeo musical més vegades reproduït a MTV de tots els temps.
Més tard ha centrat els seus esforços i esmerçat molt de temps a la producció i promoció de la "world music", amb accions com l'organització del festival WOMAD (acrònim de World of Music, Arts and Dance (món de música, arts i dança)). Ha continuat centrant-se en la producció i promoció de música mundial a través de la seva etiqueta Real World Records. També ha estat pioner en els mètodes de distribució digital de música, cofundador d'OD2, un dels primers serveis de descàrrega de música en línia.
Gabriel també ha participat en nombroses causes humanitàries. El 1980, va llançar el senzill anti-apartheid "Biko". Ha participat en diversos concerts de beneficis pels drets humans, inclosa la gira de 1988 Human Rights Now! d'Amnistia Internacional i és cofundador de l'organització dels drets humans Witness (testimonis) el 1992. Gabriel va desenvolupar The Elders amb Richard Branson, que va ser llançada per Nelson Mandela el 2007.
Gabriel ha guanyat tres Brit Awards inclòs el de millor músic britànic masculí el 1987, sis premis Grammy, tretze premis MTV Video Music, el primer premi Pioneer als premis BT Digital Music, el premi a tota una vida de la revista Q, el Premi Ivor Novello per tota una vida, i el premi Polar Music. Va ser reconegut com a icona Broadcast Music, Inc. (BMI) als 57 Premis anuals de BMI de Londres per la seva "influència en generacions de creadors de música".
En reconeixement dels seus molts anys d'activisme pels drets humans, va rebre el premi Home de Pau el 2006, i la revista Time el va nomenar una de les 100 persones més influents del món el 2008. AllMusic ha descrit a Gabriel com "un dels músics més ambiciosos i innovadors del rock, així com un dels més polítics". Va ser inclòs al Rock and Roll Hall of Fame com a membre de Genesis el 2010, i pel seu treball en solitari el 2014. El març de 2015, va obtenir un doctorat honoris causa per la Universitat d'Austràlia del Sud en reconeixement dels seus èxits en música.

## Biografia

### Primers anys
Peter Brian Gabriel va néixer el 13 de febrer de 1950 a Woking, Surrey. Va ser criat en una família de classe mitjana a Coxhill, una casa victoriana situada a Deep Pool Farm, als afores de Chobham. El seu pare, Ralph Parton Gabriel (1912–2012)), era enginyer elèctric i la seva mare, Edith Irene Gabriel (nascuda Allen), era d'una família amb tradició musical. El seu oncle besavi, Sir Thomas Gabriel, primer baronet, va ser Lord Major de la ciutat de Londres del 1866 al 1877. Gabriel va assistir a Cable House, una escola privada de primària a Woking, i a la St. Andrews Preparatory School for Boys a Horsell. Durant el seu temps en aquesta darrera, els professors de Gabriel van notar el seu talent pel cant, però va optar per classes de piano de la seva mare i es va interessar per la bateria. Als deu anys, va comprar un Tom-tom.
Als dotze anys Gabriel va escriure la seva primera cançó, "Sammy the Slug". Per aquest temps, una tieta li va donar diners per a classes de cant professional, però Gabriel el va utilitzar per comprar el primer àlbum dels Beatles. El setembre de 1963 Gabriel va començar a Charterhouse School, una escola privada a Godalming. Va ser aquí on Gabriel es va unir a la seva primera banda de jazz tradicional, The Milords (o M'Lords), com a bateria i vocalista. Va continuar amb una banda per les vacances, The Spoken Word. El 1965, Gabriel va formar la banda Garden Wall amb els seus amics de l'escola Tony Banks al piano i Chris Stewart a la bateria. Banks havia començat al mateix temps que Gabriel; els dos es desinteressaven per les activitats escolars, però es van unir per la música i van començar a escriure cançons. En el seu concert final abans de la marxa de Gabriel van dutxar l'audiència amb pètals que havia triat dels jardins veïns.

### Genesis (1967-1975)
El 1967, després de dissoldre's Garden Wall, Gabriel, Banks i Stewart van ser convidats pels seus companys Phillips Phillips i Mike Rutherford per treballar en una cinta demo de cançons. Gabriel i Banks van aportar "She is Beautiful", la primera cançó que van escriure junts. La cinta va ser enviada a un antic alumne de Charterhouse convertit en músic Jonathan King, que va ser immediatament entusiasta en gran part a causa de la veu de Gabriel. Va signar el grup i va suggerir anomanar la banda Gabriel's Angels, però no va agradar als altres membres. Es van establir sobre l'altre suggeriment de King, Genesis. Després que King va suggerir que fessin un pop més senzill, Gabriel i Banks van escriure "The Silent Sun" com un pastiche dels Bee Gees, una de les bandes preferides de King. Es va convertir en el primer senzill de Genesis, publicat el 1968, que va ser inclòs en el seu primer àlbum d'estudi, From Genesis to Revelation (1968), que va veure Gabriel tocar la flauta.
Després del fracàs comercial de  De Genesis a revelació , la banda va seguir els seus camins i Gabriel va continuar els seus estudis a Charterhouse. El setembre del 1969, Gabriel, Banks, Rutherford i Phillips van decidir abandonar els seus plans i fer de Genesis un grup de treball a temps complet. A principis de 1970, Gabriel va tocar la flauta de Mona Bone Jakon (1970) per Cat Stevens. El segon àlbum de Genesis, Trespass (1970), va marcar Gabriel ampliant la seva producció musical amb l'acordió, la pandereta i el baix, i va incorporar les seves influències de la música soul. Ell va escriure la lletra de "The Knife" com a paròdia d'una cançó de protesta. L'àlbum es va vendre poc i en un moment determinat, Gabriel va aconseguir un lloc a l'Escola de Cine de Londres, ja que Genesis "semblava estar morint". Genesis va reclutar el guitarrista Steve Hackett després que Gabriel va veure el seu anunci al Melody Maker, el mateix any 1970 també va entrar al grup el bateria Phil Collins. El seu següent àlbum, Nursery Cryme (1971), compta amb Gabriel tocant l'oboè. La seva primera obertura, "The Musical Box", és la seva primera cançó on Gabriel va incorporar una història i personatges a les lletres.

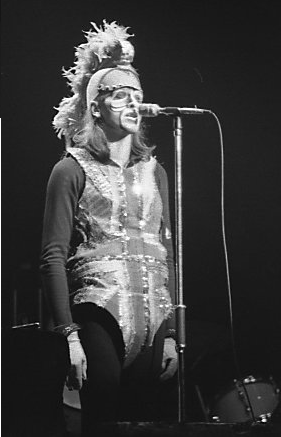
Gabriel com "Britannia", o "Dancing with the Moonlit Knight", 1974.

Els espectacles que recolzen Foxtrot (1972) van marcar un desenvolupament clau en la representació escènica de Gabriel. Havia començat a recitar històries per introduir números com una forma de cobrir el silenci entre les cançons, mentre la banda sintonitzava els seus instruments, o mentre se solucionaven els defectes tècnics. Durant un concert a Dublín al setembre de 1972, va desaparèixer del set durant la secció instrumental de "The Musical Box" i va reaparèixer amb el vestit vermell de la seva dona i el cap d'una guineu, imitant la portada de l'àlbum. Va mantenir la idea en secret pensant que la banda hi hauria votat en contra. Malgrat alguns dubtes inicials dels seus companys de banda, l'incident va rebre la cobertura de la pàgina principal a "Melody Maker", donant-los una exposició nacional que va permetre al grup duplicar la seva taxa de rendiment.
Quan van editar el disc en concert Live, el 1973, al director de la pel·lícula L'exorcista, William Friedkin, li van semblar interessant les declaracions escrites a aquest últim disc de concert, i els va proposar fer la banda sonora de la pel·lícula, però un jove anomenat Mike Oldfield, va fer una proposta millor. El seu cinquè disc, Selling England By The Pound, va sortir a la venda la tardor del 1973, aconseguint el primer single destacat I Know What I Like (In Your Wardrobe). I el 1974 van realitzar el disc The Lamb Lies Down On Broadway fent un doble disc, i sent una de les grans produccions del grup.
Durant una parada a Cleveland, Ohio, a principis de la gira de l'àlbum, Gabriel va informar a la banda de la seva intenció de deixar-la a la seva conclusió. Els crítics de música solien centrar els seus comentaris en el teatre de Gabriel i deixava la interpretació musical de la banda en segon pla, el que irritava la resta de la banda. La gira va finalitzar al maig de 1975, després de la qual Gabriel va escriure una peça per a la premsa el 15 d'agost, titulada "Out, Angels Out", sobre la seva sortida, la seva desil·lusió amb el negoci i el seu desig de passar temps amb la seva família. Les notícies van sorprendre els fans del grup i va deixar els comentaristes preguntant-se si la banda podria sobreviure sense ell. La seva sortida va provocar que el bateria Phil Collins prengués el relleu en la veu principal.

### Carrera en solitari (des de 1976)

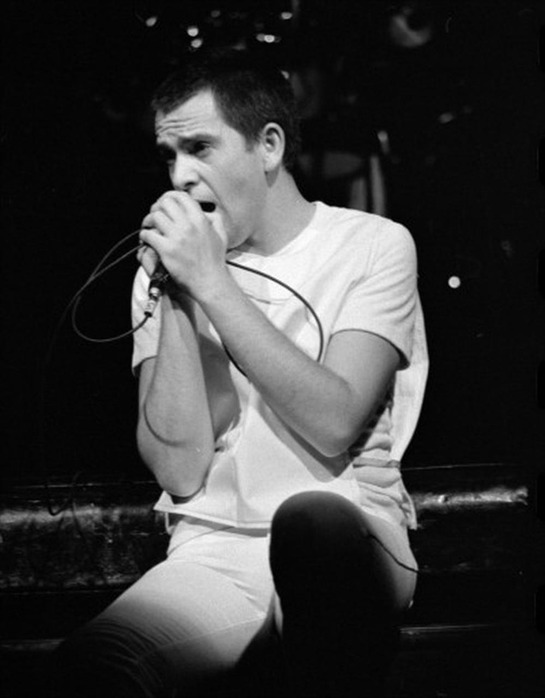
Peter Gabriel durant un concert a Oslo, el 1978.

Gabriel va descriure la seva ruptura amb la música com el seu "període d'aprenentatge", i va prendre classes de piano i música. Havia gravat demos a finals de 1975; els fruits d'un període d'escriptura al voltant de 20 cançons amb el seu amic Martin Hall. Després de preparar el material per a un àlbum, Gabriel va gravar el seu debut en solitari, "Peter Gabriel" en 1976 i 1977 a Toronto i Londres, amb el productor Bob Ezrin.
Gabriel no va titular els seus primers quatre discos. Tots van ser anomenat "Peter Gabriel", utilitzant el mateix tipus de lletra, amb dissenys de Hipgnosis. "La idea és fer-ho com una revista, que només sortirà un cop l'any", va comentar el 1978. "Així que és el mateix títol, el mateix tipus de lletra en el mateix lloc, només la foto és diferent".
Durant molts anys, Gabriel va tenir com manager a Gail Colson.
El 1983, Gabriel va desenvolupar, i coproduir amb Daniel Lanois, la banda sonora de la pel·lícula Birdy (1984) d'Alan Parker. Es tracta d'un material nou i de cançons instrumentals remixades del seu quart disc d'estudi.
Després d'acabar la banda sonora de Birdy, Gabriel va canviar el seu enfocament musical del ritme i de la textura, sentits a Peter Gabriel (IV) i Birdy cap a cançons més senzilles. El 1985, va enregistrar el seu cinquè disc d'estudi, So, que va coproduir novament amb Lanois. So va ser publicat el maig de 1986 i va arribar al No. 1 de ventes al Regne Unit i No. 2 als Estats Units. Continua sent el disc millor venut de Gabriel amb més de 5 milions de còpies venudes només als Estats Units. Va produir tres dels 20 primers singles de les llistes del Regne Unit: "Sledgehammer", "Big Time", i "Don't Give Up", un duet amb Kate Bush. El primer va ser al número 1 dels Estats Units 'Billboard' Hot 100, l'únic single de Gabriel de la seva carrera en fer-ho. Va treure del primer lloc "Invisible Touch" de Genesis, també el seu únic número u als Estats Units. Al Regne Unit, el single va arribar al número 4. El 1990, la revista "Rolling Stone" va classificar "So" al número 14 de la seva llista de Top 100 d'àlbums dels anys vuitanta.

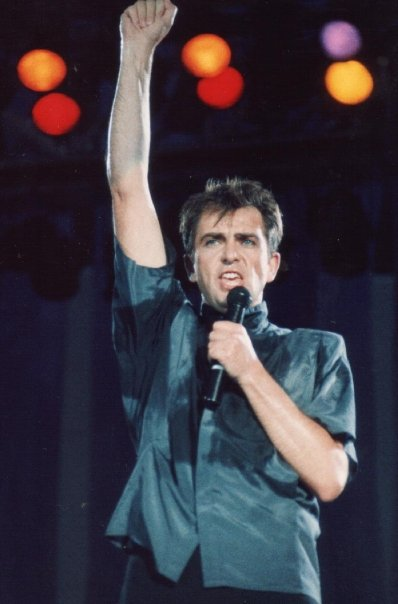
Gabriel el 1986.

"Sledgehammer" va tenir especial èxit. Tractava sobre relacions sexuals i sexuals a través d'innúendos lírics. El seu famós vídeo musical va ser una col·laboració entre el director Stephen R. Johnson, Animacions Aardman, i els Germans Quay i va guanyar nou Premis MTV Video Music el 1987. El 1998, va ser nomenat el millor video animat de la MTV de tots els temps.
El 1988, Gabriel es va implicar com a compositor per a la pel·lícula de Martin Scorsese The Last Temptation of Christ (1988). Scorsese es va posar en contacte amb Gabriel sobre el projecte des de 1983 i va voler, segons Gabriel, presentar "la lluita entre la humanitat i la divinitat de Crist d'una manera poderosa i original". Gabriel va utilitzar músics de WOMAD per realitzar peces instrumentals amb un enfocament sobre el ritme i les textures africanes, de l'Orient Mitjà i europees, utilitzant l'arxiu de so de la Biblioteca Britànica a Londres per obtenir més inspiració. El pla inicial era dedicar deu setmanes a enregistrar-se abans de ser retallat a tres, deixant a Gabriel incapaç d'acabar totes les peces que originalment volia gravar. Quan la pel·lícula es va acabar, Gabriel va treballar en el banda sonora durant quatre mesos més per desenvolupar més idees inacabades. La banda sonora es va llançar com a Passion al juny de 1989. Va guanyar el Premi Grammy per la millor interpretació New Age i una nominació per a un Premi Golden Globe per a la millor composició original. El 1990, Gabriel va publicar el seu primer àlbum de recopilació, "Shaking the Tree: Sixteen Golden Greats", que va vendre dos milions de còpies als EUA.
De 1989 a 1992, Gabriel va gravar el seu següent disc d'estudi titulat "Us" (nosaltres). L'àlbum va veure a Gabriel parlar de temes personals, incloent el seu primer matrimoni fallit, la psicoteràpia i la creixent distància entre ell i la seva filla major en aquell moment. La introspecció de Gabriel en el context de l'àlbum Us es pot veure en el primer llançament senzill "Digging in the Dirt" dirigit per John Downer. Acompanyat d'un vídeo inquietant amb Gabriel cobert de cargols i diversos fullatges, aquesta cançó feia referència a la psicoteràpia que havia ocupat gran part del temps de Gabriel des de l'anterior disc. Gabriel descriu la seva lluita per passar a la seva filla a "Come Talk To Me" dirigida per Matt Mahurin, que comptava amb la veu de Sinéad O'Connor. O'Connor també va prestar veu a "Blood of Eden", dirigit per Nichola Bruce i Michael Coulson, el tercer senzill que es va estrenar de l'àlbum, i que torna a tractar les lluites de relació, aquesta vegada tornant a la costella d'Adam com inspiració. El resultat va ser un dels àlbums més personals de Gabriel. Va tenir menys èxit que "So", aconseguint el número 2 de la llista d'àlbums a banda i banda de l'Atlàntic. Gabriel va acompanyar el llançament de l'àlbum amb una gira mundial, Secret World Tour, primer utilitzant la teclista de gira Joy Askew per cantar la part d'O'Connor, després la mateixa O'Connor durant uns mesos. O'Connor va abandonar la gira i va ser substituïda per Paula Cole, aquesta última apareixent a les gravacions de la gira: un àlbum doble Secret World Live, i un vídeo de concert també anomenat Secret World Live, tots dos publicats el 1994.
Gabriel va guanyar tres Premis Grammy més, tots en la categoria de Vídeo musical: el de millor vídeo musical de format curt en 1993 i 1994 per als vídeos de "Digging in the Dirt" i "Steam" respectivament i el Grammy de 1996 al millor vídeo musical de format llarg per al vídeo "Secret World Live".
El 1997, Gabriel va ser convidat a participar en la direcció i la banda sonora de Millennium Dome Show, un espectacle multimèdia en viu del Cirque du Soleil realitzada al Millennium Dome de Londres al llarg del 2000. Gabriel va dir que a l'equip els donava molta llibertat, cosa que va contribuir als diversos problemes que van trobar amb ell, com ara la manca d'un pressupost adequat. També va considerar que la direcció, tot i tenir èxit en acabar el temps a l'edifici, no va entendre el costat artístic de l'espectacle i el seu contingut. La banda sonora de Gabriel va ser llançada com a OVO al juny de 2000. L'àlbum de grans èxits de Genesis Turn It On Again: The Hits (1999) presenta a Gabriel compartint veus amb Phil Collins sobre una nova versió de "The Carpet Crawlers", produïda per Trevor Horn. Es va quedar amb la banda sonora per al seu següent projecte, registrant per la pel·lícula australiana "Rabbit-Proof Fence" (2002) amb música worldbeat. Estrenada al juny del 2002, Long Walk Home: Music of the Rabbit-Proof Fence va rebre una nominació al Globus d'Or a la Millor Partitura Original per pel·lícula cinematogràfica.

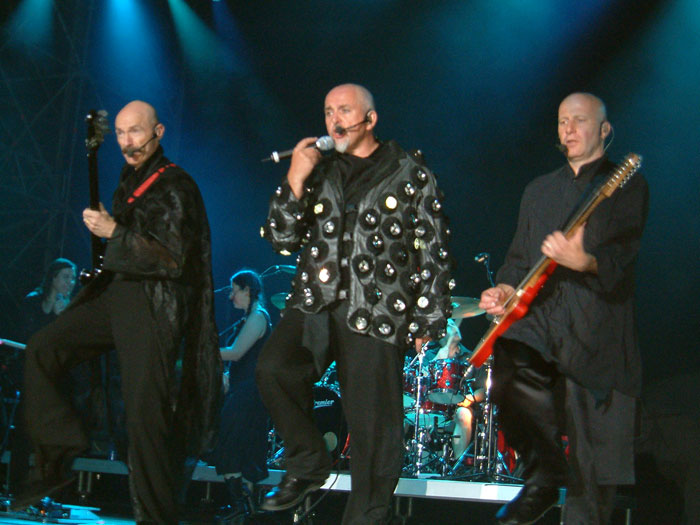
Peter Gabriel a Kaiserslautern el 2004, amb Tony Levin (esquerra) i David Rhodes (dreta).

Up, el primer disc de llarga durada de Gabriel en una dècada, va ser llançat al setembre de 2002. Va començar a treballar-hi el 1995 abans que la producció s'aturés tres anys després per centrar-se en altres projectes i col·laboracions. El treball es va reprendre el 2000, quan en Gabriel va tenir 130 cançons potencials per a l'àlbum, i va passar gairebé dos anys abans que la direcció de Virgin Records empenyés a Gabriel a completar-lo. Up va assolir el número 9 als Estats Units i el número 11 del Regne Unit i va comptar amb una gira mundial amb una banda que incloïa la filla de Gabriel, Melanie, a la veu. La gira va ser documentada amb dos DVD en viu:Growing Up Live (2003) i Still Growing Up: Live & Unwrapped (2005).

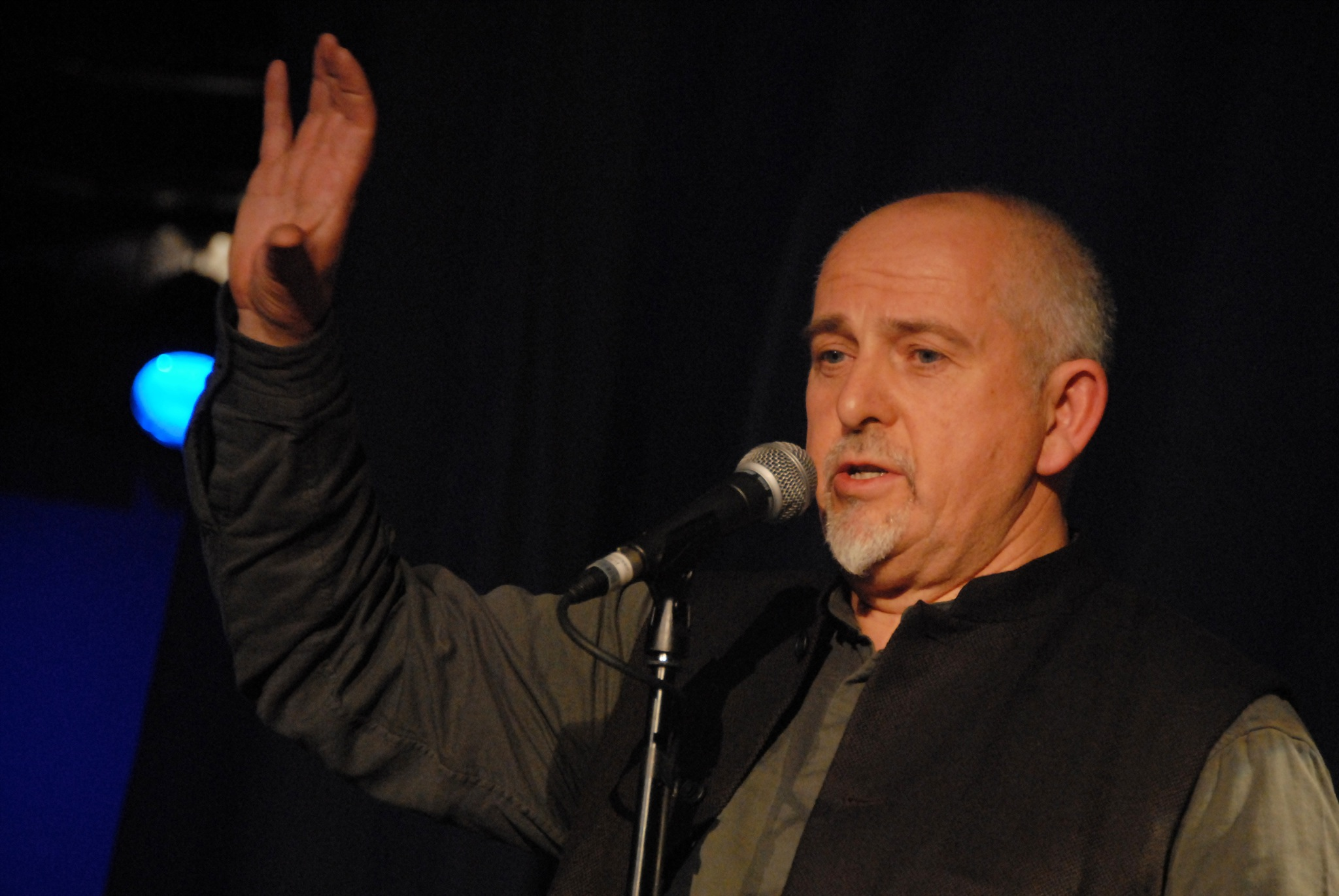
Gabriel al 2007 als Premis BBC Radio 2 Folk.

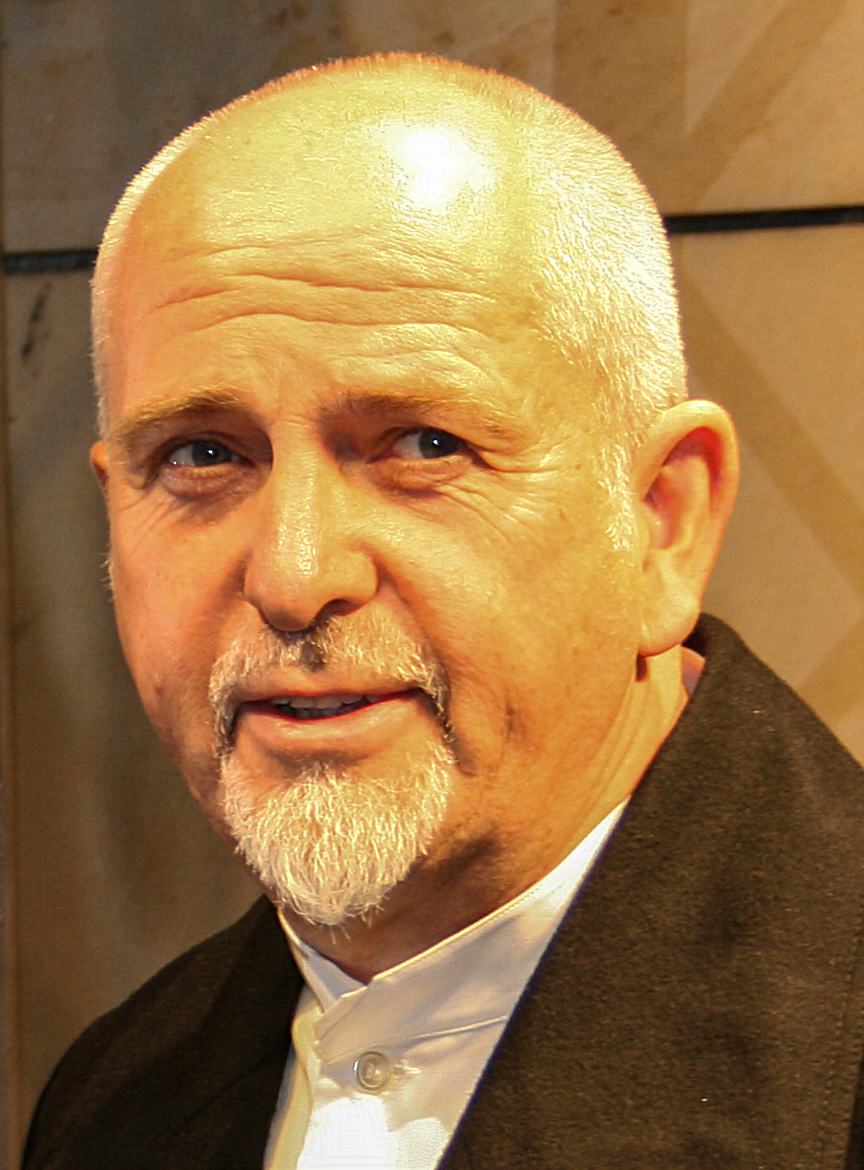
Peter Gabriel el 2008.

Gabriel va produir i va actuar al concert Eden Project Live 8 al juliol de 2005. Es va unir a Yusuf Islam a l'escenari per interpretar "Wild World" durant els concerts 46664 de beneficència per a la SIDA, tocats en honor de Nelson Mandela. El 2005, la FIFA va demanar a Gabriel i Brian Eno que organitzessin una cerimònia d'obertura per a la Copa del Món de Futbol de 2006, però la FIFA va cancel·lar la idea el gener de 2006. A la cerimònia d'obertura dels Jocs Olímpics d'Hivern de 2006 a Torí], Gabriel va realitzar interpretar Imagine de John Lennon.
El novembre de 2006, la setena cimera mundial del Premi Nobel de la Pau a Roma, va presentar a Gabriel el premi "Home de Pau". El premi, presentat per l'expresident de l'URSS i guanyador del Premi Nobel de la Pau Mikhaïl Gorbatxov i l'alcalde de Roma, Walter Veltroni, van ser un reconeixement a l'extensa contribució i treball de Gabriel pels drets humans i la pau. El premi es va presentar al Saló Giulio Cesare del Campidoglio de Roma. Al final de l'any, va ser guardonat amb el premi a tota una vida de la revista "Q", que li va ser presentat pel músic nord-americà Moby. En una entrevista publicada a la revista per acompanyar el premi, la contribució de Gabriel a la música es va descriure com "vasta i duradora".
Gabriel va assumir un projecte amb el concurs "The Next Big Thing" del servei mundial de la BBC per trobar la millor banda jove del món. Gabriel va jutjar els sis joves artistes finals amb William Orbit, Geoff Travis i Angélique Kidjo.
El juny de 2008, Gabriel va publicar Big Blue Ball, un àlbum de diversos artistes que van col·laborar entre si en els seus estudis Real World durant tres estius a la dècada dels noranta. Va recaptar 2 milions de lliures esterlines per enregistrar i distribuir l'àlbum amb Ingenious Media Warner Bros. Records. Gabriel va aparèixer en una gira nacional per a l'àlbum el 2009.
Gabriel va ser un jutge dels Premis de Música Independent 6è i 8è per donar suport a artistes independents.
Gabriel va contribuir a la banda sonora de WALL-E el 2008 amb Thomas Newman, inclosa la cançó del final de la pel·lícula, "Down to Earth", per la qual van rebre el Premi Grammy a la millor cançó escrita per a una pel·lícula cinematogràfica, televisió o altres mitjans visuals. La cançó també va ser nominada per a un Premi Golden Globe a la millor cançó original i un Oscar a la millor cançó original. Al febrer de 2009, Gabriel va anunciar que no actuaria en la difusió de Premis Oscar de 2008 perquè els productors de l'espectacle limitaven la seva actuació de "Down to Earth" a 65 segons. John Legend i el Soweto Gospel Choir van interpretar la cançó en lloc seu.

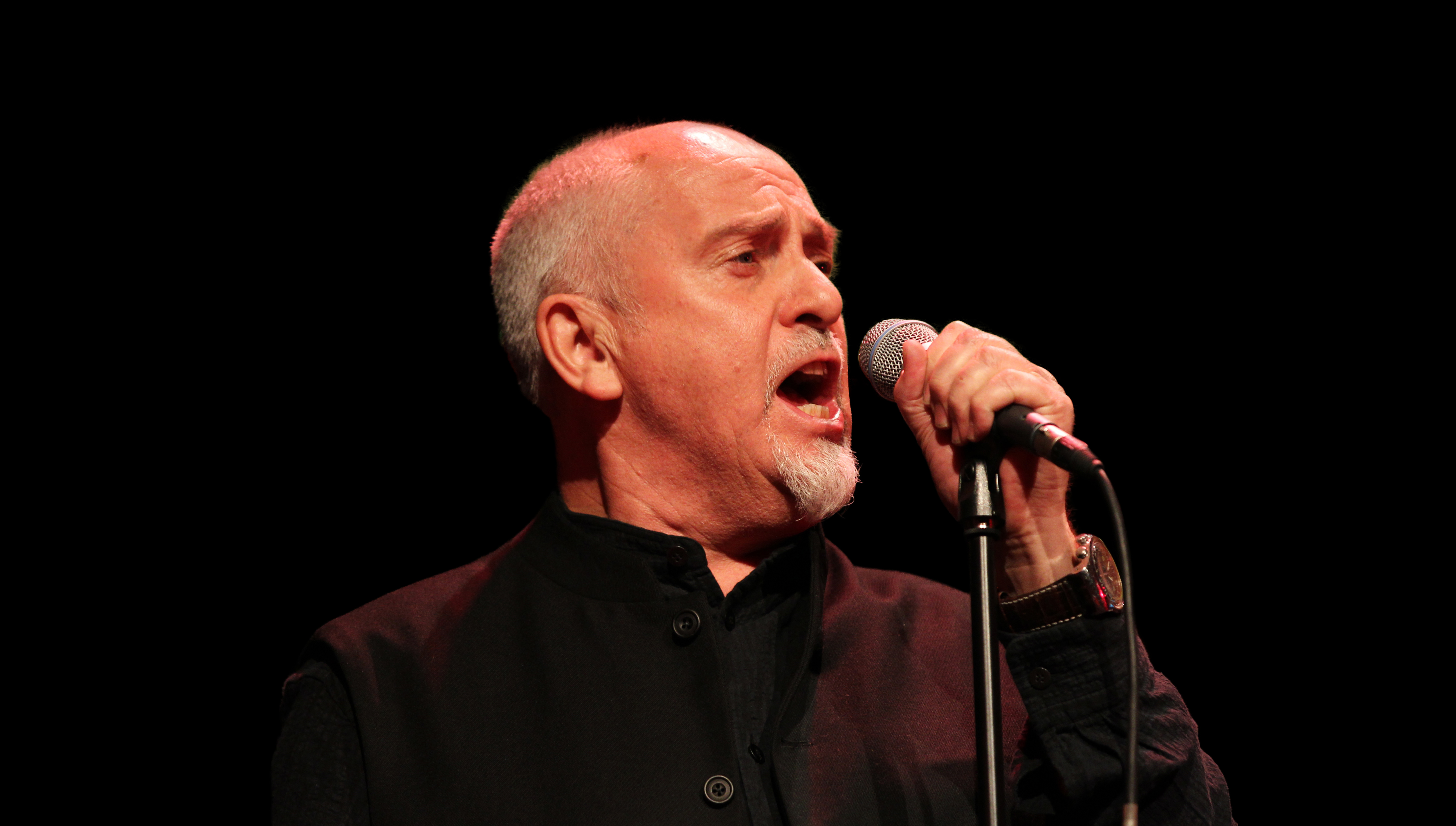
Peter Gabriel el 2011 als premis Skoll.

Al febrer de 2010, Gabriel va publicar Scratch My Back, un àlbum de versions de diversos artistes, incloent David Bowie, Lou Reed, Arcade Fire, Radiohead, Regina Spektor, i Neil Young. El concepte original era que Gabriel versionés la cançó d'un artista si ells, al seu torn, ho feien amb un dels seus per a un àlbum llançat simultàniament com Scratch Yours, però diversos participants més tard van rebutjar o van arribar tard a la entrega i es va posar en espera. Gabriel va evitar utilitzar bateria i guitarra a favor dels arranjaments orquestrals, i va modificar el seu mètode habitual de composició musical acabant primer la veu i després la cançó, per la qual cosa va col·laborar amb John Metcalfe. Scratch My Back va arribar al número 12 del Regne Unit. Gabriel va viatjar per tot el món amb The New Blood Tour de març de 2010 a juliol de 2012 amb una orquestra de 54 peces i la seva filla Melanie i el cantautor noruec Ane Brun com veus secundàries. La continuació, And I'll Scratch Yours, va ser publicada al setembre de 2013.
Durant la gira The New Blood Tour, Gabriel va decidir expandir el concepte de Scratch My Back i, amb l'ajut de Metcalfe, va tornar a enregistrar una sèrie de cançons seves amb orquestra. El resultat, New Blood, va ser publicat a l'octubre de 2011.
Al setembre de 2012, Gabriel va iniciar el seu Back to Front Tour que presentava So interpretat íntegrament amb els músics originals que van tocar l'àlbum, per celebrar el seu 25è aniversari. Quan es va acabar la sessió inicial un mes més tard, Gabriel va prendre's un any per viatjar pel món amb els seus fills. La gira es va reprendre amb una etapa europea des del setembre del 2013 fins al desembre del 2014. L'actor John Cusack va fer dues aparicions de cameo lliurant a Gabriel un radiocasset, un homenatge a una escena seva de la sèrie Say Anything....
El 2014, Gabriel va ser introduït al Rock and Roll Hall of Fame com a cantant solista per Chris Martin, de Coldplay. Gabriel va interpretar "Heroes" de David Bowie amb una orquestra en un concert a Berlín per commemorar el 25 aniversari de la caiguda del mur de Berlín, al novembre de 2014.
El 2016, va aparèixer a la cançó "A.I." del disc "Oh My My" de la banda nord-americana de pop-rock OneRepublic.
El juny de 2016, Gabriel va llançar el senzill "I'm Amazing". La cançó havia estat escrita uns quants anys abans, en part com a homenatge a Muhammad Ali (boxador) . Aquell mes, es va embarcar en una gira conjunta amb Sting titulada The Rock Paper Scissors North American Tour.
Gabriel va reaparèixer el 2019 amb el llançament de Rated PG, una recopilació de cançons que va crear per a bandes sonores de pel·lícules al llarg de la seva carrera. La selecció de cançons abasta més de 30 anys i inclou temes que mai s'havien publicat en un àlbum oficial de Gabriel anteriorment, inclòs "Down to Earth" (de la banda sonora de WALL-E) i "That'll Do" (de Babe, el porquet a la ciutat), nominada a l'Oscar col·laboració amb Randy Newman. Inicialment només es va publicar en vinil per Record Store Day el 13 d'abril, l'àlbum finalment es va publicar als serveis de reproducció digital a finals d'aquell mes. Més tard aquell mateix any, Gabriel va publicar un altre llançament digital el 13 de setembre titulat Flotsam and Jetsam, una col·lecció de cares-B, remixes i rareses que abasten tota la carrera en solitari de Gabriel des del 1976 fins al 2016, inclosa la seva primera gravació en solitari, una versió de la cançó de the Beatles "Strawberry Fields Forever".
Des del 2002, Gabriel ha estat treballant contínuament en el que li ha donat el títol provisional de I/O, el seu desè àlbum d'estudi. Originalment estava previst per a ser llançat 18 mesos després de Up, però les gires van empènyer el llançament molt més enllà. Va fer una entrevista a Rolling Stone el 2005 afirmant que tenia 150 cançons en diferents etapes. Del 2013 al 2016, va publicar regularment a les xarxes socials sobre la gravació del nou àlbum. El 2019, va parlar a BBC Radio 6 sobre com havia fet una pausa per fer música perquè la seva dona estava malalta, però havia començat a tornar-hi ara que s'havia recuperat. El 2021, va ser entrevistat diverses vegades sobre el seu nou àlbum, i va revelar que havia estat gravant amb Manu Katché, Tony Levin i David Rhodes en 17 cançons noves. Va publicar diverses fotos al seu Facebook i Instagram d'aquestes sessions. El juny de 2022, Katché va dir a la revista francesa "L'Illustré que l'àlbum estava gairebé complet i seria llançat més tard durant l'any, a l'espera d'un anunci oficial.

## Musics i col·laboracions com artista solista
Gabriel ha treballat amb un grup relativament estable de músics i enginyers de gravació al llarg de la seva carrera en solitari. El baix i chapman stick Tony Levin va actuar en tots els àlbums d'estudi de Gabriel i en cada gira en directe tret de Scratch My Back, les bandes sonores Passion i Long Walk Home, i la gira New Blood Tour. El guitarrista David Rhodes ha estat el guitarrista escollit per Gabriel des del 1979. Abans de So, Jerry Marotta era el bateria preferit de Gabriel, tant a l'estudi com a la carretera. Pels àlbums i gires So i Us Marotta es va substituir per Manu Katché, que després va ser substituït per Ged Lynch a parts de l'àlbum Up i tot el tour posterior. Gabriel és conegut per triar col·laboradors de primer nivell, des de coproductors com Ezrin, Fripp, Lillywhite i Lanois fins a músics com Natalie Merchant, Elizabeth Fraser, L. Shankar, Trent Reznor, Youssou N'Dour, Larry Fast, Nusrat Fateh Ali Khan, Sinéad O'Connor, Kate Bush, Ane Brun, Paula Cole, John Giblin, Peter Hammill, Papa Wemba, Manu Katché, Bayete, Milton Nascimento, Phil Collins, Stewart Copeland i OneRepublic.
Al llarg dels anys, Gabriel ha col·laborat amb la cantant Kate Bush diverses vegades; Bush va aportar veus per a "Games Without Frontiers" i "No Self Control" el 1980, i la veu femenina principal per a "Don't Give Up" el 1986, i Gabriel va aparèixer al seu especial de televisió. El seu duet de "Another Day" de Roy Harper es va plantejar per ser publicat com a single, però mai va aparèixer.
També va col·laborar amb Laurie Anderson en dues versions de la seva composició "Excellent Birds", una per al seu àlbum de 1984 Mister Heartbreak, i una altra versió anomenada "This is the Picture (Excellent Birds)", que apareixia a les versions en casset i CD de So.
Gabriel va cantar (juntament amb Jim Kerr de Simple Minds) a "Everywhere I Go", del disc de The Call del 1986, "Reconciled". A The Woman's Boat de Toni Childs de 1994, Gabriel va cantar a la pista, "I Met a Man".
El 1998, Gabriel va aparèixer a la banda sonora de Babe: Pig in the City com a cantant de la cançó "That'll Do", escrita per Randy Newman. La cançó va ser nominada per a un Oscar, i Gabriel i Newman la van interpretar a la cerimònia dels Oscars de l'any següent. Va interpretar una versió de "The Book of Love" de The Magnetic Fields a la banda sonora de la pel·lícula de 2004 Shall We Dance?.
El 1988 Gabriel va aparèixer a l'àlbum honòmim de Robbie Robertson, cantant a "Fallen Angel"; va coescriure dos senzill amb Tom Robinson i va aparèixer al disc de Joni Mitchell Chalk Mark in a Rainstorm, a la pista "My Secret Place".
El 2001, Gabriel va contribuir amb la veu principal a la cançó "When You Falling" al Volume 3: Further in Time d'Afro Celt Sound System. L'estiu de 2003, Gabriel va actuar a Ohio en una actuació convidat per la cantant uzbeka Sevara Nazarkhan.
Gabriel va col·laborar en temes amb el músic electrònic BT, que també va treballar en la banda sonora OVO amb ell. Les pistes no es van publicar mai, ja que els ordinadors on es contenien van ser robats a casa de BT a Califòrnia. També va cantar les lletres de Deep Forest a la seva cançó temàtica per a la pel·lícula Strange Days. A més, Gabriel ha aparegut al disc d'Angélique Kidjo del 2007 Djin Djin, cantant a la cançó "Salala".
Gabriel ha gravat una versió del single de Vampire Weekend "Cape Cod Kwassa Kwassa" amb Hot Chip, on el seu nom s'esmenta diverses vegades a la tornada. Substitueix la línia original "But this feels so unnatural / Peter Gabriel too / This feels so unnatural/ Peter Gabriel too" per "It feels so unnatural / Peter Gabriel too / and it feels so unnatural / to sing your own name."
Gabriel va col·laborar amb Arcade Fire al seu àlbum de 2022, We. Va fer cors a la cançó "Unconditional II (Race and Religion)".

## WOMAD i altres projectes
L'interès de Gabriel per la world music (música del món o global) es va fer palès per primera vegada en el seu tercer àlbum. Aquesta influència ha augmentat amb el pas del temps i és el fil conductor del moviment World of Music, Arts and Dance (WOMAD). Va crear Real World Studios i la discogràfica per facilitar la creació i distribució d'aquesta música per diversos artistes, i ha treballat per educar la cultura occidental sobre l'obra de músics com Yungchen Lhamo, Nusrat Fateh Ali Khan i Youssou N'dour. Té un llarg interès pels drets humans i ha llançat WITNESS, una organització benèfica que capacita els activistes de drets humans a utilitzar tecnologies de vídeo i en línia per exposar els abusos dels drets humans. El 2006, el seu treball amb WITNESS i el seu llarg suport a la pau i a les causes dels drets humans va ser reconegut per premiats al Premi Nobel de la Pau amb el premi Home de la pau.
A la dècada de 1990, amb Steve Nelson de Brilliant Media i el director Michael Coulson, va desenvolupar avançats projectes d'entreteniment basats en CD-ROM multimèdia, creant Xplora (el CD-ROM de música més venut del món) i, posteriorment, el CD ROM EVE, un joc d'aventura de música i art dirigit per Michael Coulson i coproduït per la Corporació Starwave a Seattle; va guanyar el Gran Premi Milia d'Or a Cannes el 1997.
El 1990, Gabriel va prestar la seva veu a l'exiliat polític ugandès Geoffrey Oryema, apareixent al primer disc d'Oryema Exile, publicat amb el segell de Real World de Gabriel.
El 1994, Gabriel va protagonitzar el curtmetratge Breck Eisner "Recon" com un detectiu que entra a la ment de les víctimes d'assassinat per trobar la identitat del seu assassí.
Gabriel va ajudar en un nou àmbit d'interacció musical el 2001, visitant el Centre de Recerca Lingüística de la Universitat de Geòrgia a participar en jam sessions de teclat amb simis bonobo de la República Democràtica del Congo. Aquesta experiència va inspirar la cançó "Animal Nation", que es va interpretar a la gira de Gabriel "Growing Up" de Gabriel i va aparèixer al DVD Growing Up Live i a la banda sonora de Els Thornberrys: La pel·lícula (The Wild Thornberrys Movie). El desig de Gabriel de cridar l'atenció sobre la intel·ligència dels primats també va prendre la forma d'ApeNet, un projecte que tenia com a objectiu enllaçar grans simis a través d'Internet, permetent la primera comunicació interspecies a Internet.
Va ser un dels fundadors de Demand Distribution (OD2), un dels primers serveis de descàrrega de música en línia.
Gabriel és cofundador, amb Brian Eno, d'un sindicat de músics anomenat Mudda, per a la "magnífica unió d'artistes que descarreguen digitalment".
El 2000, Peter Gabriel va col·laborar amb Zucchero, Anggun i altres en una organització benèfica per a nens amb sida. Erick Benzi va escriure lletres i música i Patrick Bruel, Stephan Eicher, Faudel, Lokua Kanza, Laam, Nourith, Axelle Red han acceptat cantar-la.
Al maig del 2008, els Real World Studios de Gabriel, en col·laboració amb Bowers & Wilkins, van iniciar el Bowers & Wilkins Music Club - ara conegut com a Society of Sound - un lloc de venda de música basat en subscripcions. Actualment els àlbums estan disponibles en format Apple Lossless o FLAC.
És un dels partidaris fundadors del Dia Internacional dels Asteroides.

## Activisme per causes humanitàries
El 1986 va iniciar el que ha esdevingut una associació de llarga data amb Amnistia Internacional, convertint-se en un participant pioner en els 28 concerts pels drets humans; una sèrie d'esdeveniments musicals i gires organitzades per la Secció d'Amnistia Internacional dels Estats Units entre 1986 i 1998. Va actuar durant la gira dels sis concerts, la gira dels EUA al juny de 1986, el vintè concert de la gira mundial Human Rights Now! el 1988; el Concert de Xile Embace of Hope Concert el 1990 i el Concert de París per a Amnistia Internacional el 1998. També va actuar a The Secret Policeman's Balls d'Amnestia, espectacle de beneficència en col·laboració amb altres artistes i amics com Lou Reed, David Gilmour i Youssou N'Dour; Gabriel va tancar aquests concerts interpretant el seu himne anti-Apartheid "Biko".
Inspirat per l'activisme social que va trobar en la seva tasca amb Amnistia, el 1992, Gabriel va ser cofundador WITNESS, una organització sense ànim de lucre que equipa, entrena i dona suport a organitzacions locals a tot el món en utilitzar el vídeo i Internet en documentació sobre drets humans i la seva defensa.
El 1995, Gabriel i l'activista Vera Duarte de Cap Verd van rebre el Premi North–South al seu any inaugural.
A finals dels anys noranta, Gabriel i l'empresari Richard Branson van discutir amb Nelson Mandela la seva idea d'un petit grup de líders dedicat, que treballés objectivament i sense cap interès personal per resoldre conflictes globals. El 18 de juliol de 2007, a Johannesburg, Sud-àfrica, Nelson Mandela va anunciar la formació d'un nou grup, The Elders, en un discurs que va pronunciar amb motiu del seu 89è aniversari. Kofi Annan fou el seu primer president i Gro Harlem Brundtland el primer vicepresident. Els altres primers membres del grup van ser Martti Ahtisaari, Ela Bhatt, Lakhdar Brahimi, Fernando Henrique Cardoso, Jimmy Carter, Hina Jilani, Graça Machel, Mary Robinson, i Ernesto Zedillo. Desmond Tutu és un elder honorari, igual que Nelson Mandela. The Elders està finançat independentment per un grup de donants, que inclouen Branson i Gabriel.

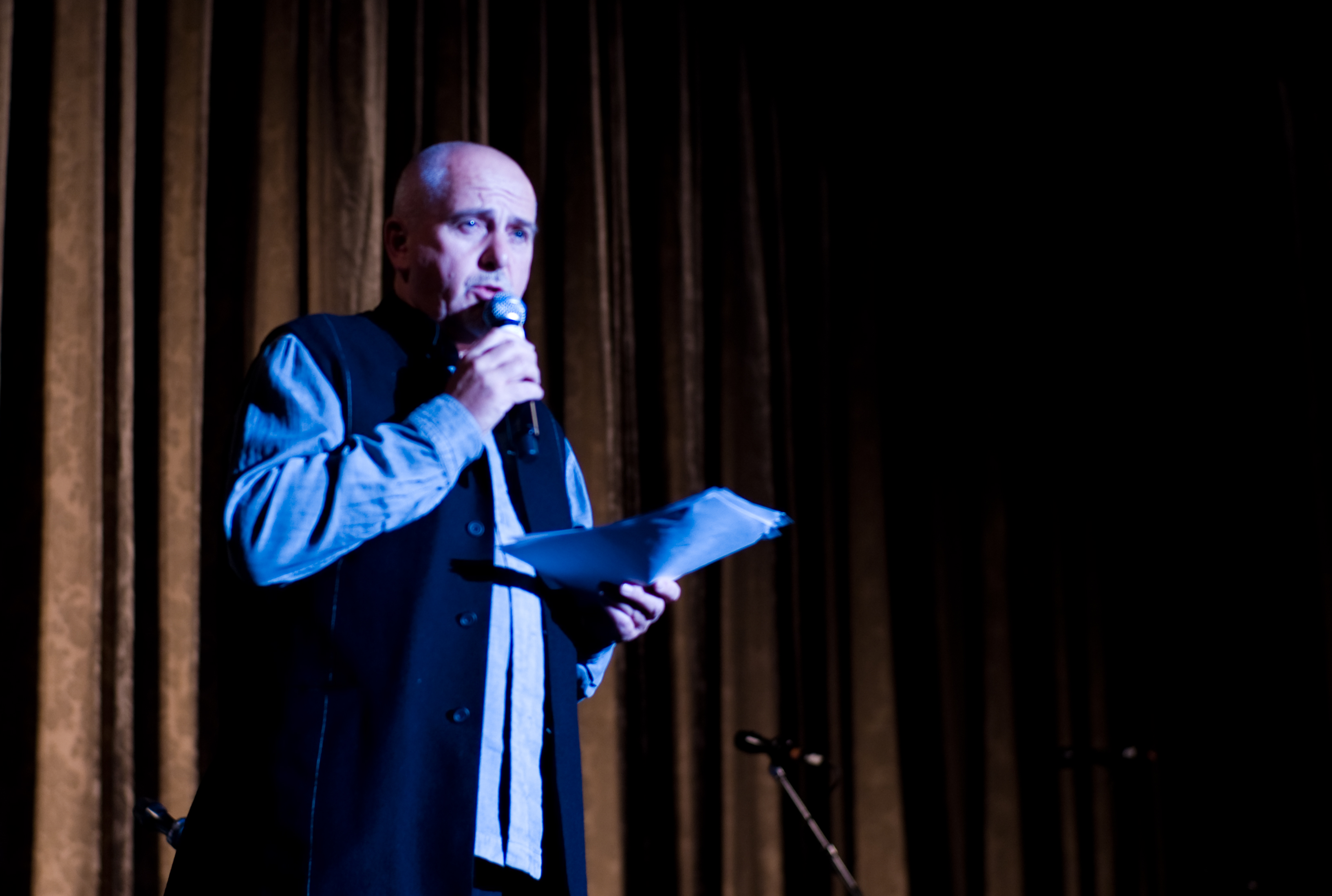
Peter Gabriel a la Gala WITNESS del 2007.

El novembre de 2007, el grup sense ànim de lucre Gabriel va llançar The Hub, un lloc de comunicació participatiu pels drets humans.
Al setembre del 2008, Gabriel va ser nomenat receptor del Premi Ambaixador de Consciència d'Amnistia Internacional. En el mateix mes, va rebre el premi Quadriga United We Care de Werkstatt Deutschland juntament amb Boris Tadić, Eckart Höfling i Wikipedia.
El 2010, Gabriel va donar el seu suport a la campanya per alliberar Sakineh Mohammadi Ashtiani, una dona iraniana condemnada a mort per lapidació després de ser condemnada per cometre adulteri.
El març de 2014, Gabriel va donar super públicament a #withsyria, una campanya de suport a les víctimes de la guerra Civil siriana.
El maig del mateix any, Gabriel va ser una de les veus crítiques amb Air France pel seu transport continuat de micos a laboratoris. En una carta dirigida a la companyia aèria, Gabriel va escriure que en els laboratoris "els primats són alimentats violentament amb productes químics, causant-los danys cerebrals, paralitzant-los, fent-los addictes a cocaïna o alcohol, privats de menjar i aigua, o turmentant psicològicament i, finalment, morts".
Al novembre de 2014, Gabriel, juntament amb Pussy Riot i Iron & Wine, van donar suport als manifestants de Hong Kong al Lennon Wall de Hong Kong en els seus esforços.
El març de 2015, Gabriel va rebre el títol de Doctor honoris causa per la Universitat d'Austràlia del Sud, en reconeixement del seu compromís amb la creativitat i el seu poder transformador en la construcció de poder per la construcció de pau i comprensió.
Va compondre la cançó "The Veil" per la pel·lícula d'Oliver Stone Snowden.

## Política
Gabriel ha estat descrit com un dels músics més polítics del rock per AllMusic. El 1992, al 20è aniversari de la tragèdia del Diumenge Sagnant, Gabriel es va unir a diverses figures d'esquerra com Peter Hain, Jeremy Corbyn, Tony Benn, Ken Loach, John Pilger i Adrian Mitchell expressant el seu suport a una manifestació a Londres demanant la retirada britànica de Irlanda del Nord.
A les Eleccions al Parlament del Regne Unit de 1997, va declarar el seu suport al Partit Laborista, que va guanyar aquestes eleccions després de 18 anys fora del poder, liderat per Tony Blair. El 1998 va ser inclòs en una llista dels majors donants financers privats per als Laboristes. No obstant, posteriorment es va distanciar del govern laborista després del suport de Tony Blair a George Walker Bush i la participació del Regne Unit en la Guerra de l'Iraq, a la que es va oposar fortament. Gabriel va explicar més endavant la seva decisió de finançar el Partit Laborista, dient: "Després de tots aquells anys de Thatcher, aquesta va ser l'única vegada que he posat diners en un partit polític perquè volia ajudar a acabar amb el govern conservador d'aquella època".
El 2005, Gabriel va concedir al candidat a les eleccions generals pel Partit Verd d'Anglaterra i Gal·les permís per gravar una versió de la seva cançó "Don't Give Up" per a la seva campanya.
El 2010, The Guardian va descriure a Gabriel com "un actiu defensor de la representació proporcional".
En 2012, Gabriel va condemnar l'ús de la seva música per part de la conservadora talk radio nord-americana Rush Limbaugh durant una controvèrsia en la qual vilipendiava l'estudiant de dret Sandra Fluke de la Universitat de Georgetown. Una declaració en nom de Gabriel va llegir: "Peter va quedar horroritzat de saber que la seva música estava relacionada amb l'extraordinari atac de Rush Limbaugh a Sandra Fluke. És evident que qualsevol persona que coneix el treball de Peter no aprovarà mai aquest ús. Està demanant als seus representants per assegurar-se que la seva música es retiri i sobretot d'aquests comentaris injustos, agressius i ignorants ".
El 2013, va afirmar que s'havia interessat més per les organitzacions que demanaven peticions en línia per fer canvis que per la política tradicional dels partits.
El 2016, Gabriel va donar suport a la continuïtat de la pertinença al Regne Unit a la Unió Europea en el referèndum sobre la qüestió.
Gabriel va declarat el seu suport a la solució de dos estats pel conflicte israelià-palestí. En 2014, va contribuir amb cançons a un nou àlbum recopilatori per recaptar fons per a organitzacions humanitàries que ajudaven als àrabs palestins a la Franja de Gaza. Gabriel va ser citat: "Estic segur que els israelians i els palestins es beneficiaran d'una solució de dos estats basada en les fronteres de 1967. Hem vist que els palestins pateixen massa temps, sobretot a Gaza. No soc, i mai he estat, anti-Israelià o antisemita, però m'oposo a la política del govern israelià, m'oposo a la injustícia i m'oposo a l'ocupació ... Estic orgullós de ser una de les veus que demanen al govern israelià: "On és la solució de dos estats que tant volia? i dir clarament que ja n'hi ha prou ". El 2019, Gabriel va estar entre els 50 artistes que van instar a la BBC a demanar que el Festival de la Cançó d'Eurovisió fos traslladat fora d'Israel, citant temes relacionats amb els drets humans.
El 2017 va ser un dels signants del manifest Deixin votar els catalans a favor del referèndum sobre la independència de Catalunya. També va cedir una de les seves cançons més famoses, “In Your Eyes” perquè es fes una adaptació en català amb diversos artistes, entre ells Lluís Llach, en favor del moviment independentista. El febrer de 2019 va enviar un comunicat a la gala dels Premis Enderrock donant suport al moviment independentista català. Tot i definir-se com un apassionat d'Europa, i el somni d'una Europa unida, va defensar que pobles amb un fort sentiment independentista tinguin el dret d'autodeterminar-se, posant per exemple Escòcia, que ja havia pogut votar sobre l'autodeterminació. Així mateix va defensar "el dret a la protesta pacífica si creuen que les coses no estan anant de la manera que haurien d'anar". "Clarament, a Espanya ara mateix hi ha gent a la presó pel fet d'haver donat suport a aquesta votació. Hi va haver més d'un miler de persones lesionades o ferides quan la policia va atacar aquesta gent que reivindicava la independència de Catalunya. Això no hauria de passar a Europa", va afegir.
Gabriel ha donat suport al reconeixement del genocidi armeni. L'octubre de 2020, va publicar un missatge a les xarxes socials en suport a Armènia i Artsakh pel que fa a la Guerra de Nagorno-Karabakh. Va afirmar: 
| « | (anglès) The fighting that has now broken out between Azerbaijan and Armenia is really horrific and we need to lobby whoever we can to encourage a ceasefire, but hearing reports that President Erdoğan has now lined up 80,000 Turkish troops on the Armenian border is a terrifying prospect, full of the dark echoes of history. | (català) Els enfrontaments que ara han esclatat entre Azerbaidjan i Armènia són realment horribles i hem de pressionar a qui sigui possible per fomentar un alto el foc, però escoltar informes que el president Erdoğan ara ha alineat 80.000 tropes turques a la frontera amb Armènia és una perspectiva aterridora, plena dels ecos foscos de la història. | » |

## Vida personal
Gabriel es va casar per primera vegada amb Jill Moore, filla de Philip Moore, Baró de Wolvercote, el 17 de març de 1971. Els dos tenen dues filles: Anna-Marie (nascuda el 26 de juliol de 1974) i Melanie (nascuda el 23 d'agost de 1976). Anna-Marie és un realitzador que va filmar i va dirigir els DVDs de Grebriel Growing Up on Tour: A Family Portrait i Still Growing Up: Live & Unwrapped. Melanie és una música que ha estat cantant a la banda del seu pare des de 2002. El matrimoni es va fer cada cop més tens, culminant amb la aventura de Moore amb David Lord, el coproductor del quart àlbum de Gabriel. Va acabar amb un divorci el 1987, i Gabriel va passar per un període de depressió i va assistir a sessions de teràpia durant sis anys. Durant un temps després del seu divorci, Gabriel va viure amb l'actriu nord-americana Rosanna Arquette. El 2021, la cantant irlandesa Sinéad O'Connor va afirmar que havia mantingut una relació intermitent amb Gabriel arran del seu divorci i que la seva terminació per la insatisfacció davant la falta de compromís va inspirar el seu propi senzill "Thank You for Hearing Me".
Gabriel ha estat casat amb Meabh Flynn des del 9 de juny de 2002. Tenen dos fills: Isaac Ralph (nascut el 27 de setembre de 2001) i Luc (nascut el 5 de juliol de 2008).
Ha residit a Wiltshire durant molts anys; dirigeix Real World Studios de Box. Anteriorment vivia a la vall de Woolley prop de Bath, Somerset. El 2010, es va unir a una campanya per frenar el desenvolupament agrícola a la vall, que també va inspirar el seu primer single en solitari, "Solsbury Hill", el 1977.

## Discografia

### Àlbums d'estudi
- 1977 Peter Gabriel (I) #7 UK, #38 US
- 1978 Peter Gabriel (II) #10 UK, #45 US
- 1980 Peter Gabriel (III) #1 UK, #22 US
- 1982 Peter Gabriel (IV, conegut com a Security als Estats Units) #6 UK, #28 US
- 1986 So #1 UK, #2 US
- 1992 Us #2 UK, #2 US
- 2002 Up #11 UK, #9 US
- 2010 Scratch my back
- 2011 New Blood
- 2023 i/o

### Bandes sonores
- 1985 Music by Peter Gabriel from the Film "Birdy" #162 US
- 1989 Passion: Music for The Last Temptation of Christ (banda sonora de la pel·lícula de Martin Scorsese) #29 UK, #60 US
- 2000 Ovo
- 2002 Long Walk Home: Music from the Rabbit-Proof Fence

### Àlbums en directe
- 1983 Peter Gabriel Plays Live #8 UK, #44 US (existeixen dues versions en CD, una completa i l'altra de highlights el 1985)
- 1994 Secret World Live
- 2012 Live Blood
- 2014 Back to Front: Live in London
- 2019 Growing Up Live

### Recopilatoris
- 1990 Shaking the Tree (best of 1976-1990) #11 UK, #48 US
- 1992 Revisited (best of 1976-1992)
- 2003 Hit #29 UK, #100 US
- 2007 Peter Gabriel
- 2019 Rated PG
- 2019 Flotsam and Jetsam (2019)

## Guardons

### Oscar
| Any  | Categoria             | Pel·lícula | Resultat |
| ---- | --------------------- | ---------- | -------- |
| 2008 | Millor cançó original | WALL·E     | Nominat  |

### Grammy
| Any  | Treball nominat                                     | Categoria                                                                                                 | Resultat  |
| ---- | --------------------------------------------------- | --- | --------- |
| 1983 | "Shock The Monkey"                                  | Millor interpretació vocal de rock masculina                                                              | Nominat   |
| 1987 | "So"                                                | Àlbum de l'any                                                                                            | Nominat   |
| 1987 | "Sledgehammer"                                      | Gravació de l'any                                                                                         | Nominat   |
| 1987 | "Sledgehammer"                                      | Cançó de l'any                                                                                            | Nominat   |
| 1987 | "Sledgehammer"                                      | Millor interpretació vocal de rock masculina                                                              | Nominat   |
| 1990 | "Passion - Music For The Last Temptation of Christ" | Millor àlbum de new-age                                                                                   | Guanyador |
| 1990 | "Passion - Music For The Last Temptation Of Christ" | Millor partitura de banda sonora per a suports visuals                                                    | Nominat   |
| 1992 | "PoV"                                               | Millor vídeo musical de format llarg                                                                      | Nominat   |
| 1993 | "Digging in the Dirt"                               | Millor vídeo musical de format curt                                                                       | Guanyador |
| 1993 | "Us"                                                | Millor interpretació vocal pop masculina                                                                  | Nominat   |
| 1993 | "Digging in the Dirt"                               | Millor cançó de rock                                                                                      | Nominat   |
| 1993 | "Digging in the Dirt"                               | Millor interpretació vocal de rock masculina                                                              | Nominat   |
| 1994 | "Steam"                                             | Millor interpretació vocal de rock solista                                                                | Nominat   |
| 1994 | "Steam"                                             | Millor vídeo musical de format curt                                                                       | Guanyador |
| 1995 | "Red Rain"                                          | Millor interpretació vocal de rock masculina                                                              | Nominat   |
| 1996 | "Secret World Live"                                 | Millor vídeo musical de format llarg                                                                      | Guanyador |
| 2003 | "The Barry Williams Show"                           | Millor interpretació vocal de rock masculina                                                              | Nominat   |
| 2009 | "Down to Earth" de WALL·E                           | Millor cançó escrita per a una pel·lícula, televisió o un altre medi visual (compartit amb Thomas Newman) | Guanyador |
| 2009 | "Define Dancing"                                    | Millor arranjament instrumental o a cappella                                                              | Guanyador |
| 2017 | "The Veil" de Snowden                               | Millor cançó escrita per a una pel·lícula, televisió o un altre mitjà visual                              | Nominat   |